# Joseph Heller
Joseph Heller (New York, 1º maggio 1923 – New York, 12 dicembre 1999) è stato uno scrittore, commediografo e sceneggiatore statunitense noto soprattutto per i suoi scritti antimilitaristi sulla seconda guerra mondiale.
Puntatore a bordo di un bombardiere B-25 Mitchell dell'aviazione americana operante dalla Corsica durante la seconda guerra mondiale,  ottenne un successo vasto e immediato con il primo romanzo, Comma 22 (1961).

## Opere

### Romanzi
- Comma 22 (Catch-22) (1961) (trad. it Sergio Claudio Perroni, Milano, Bompiani, Classici contemporanei, 2016)
- È successo qualcosa (Something Happened) (1974)
- Gold! (Good As Gold) (1979), Bompiani, 1980
- Lo sa Dio (God Knows) (1984)
- No Laughing Matter (1986), scritto con Speed Vogel
- Figurati! (Picture This) (1988)
- Tempo scaduto (Closing Time) (1994)
- Portrait Of The Artist As An Old Man (2000)

### Racconti brevi
- Comma 23 (Catch As Catch Can: The Collected Stories and Other Writings, 2003) (trad. Isabella Zani e Alessandra Giagheddu, Roma, minimum fax, ottobre 2006)
- Three Short Stories Of Utter Annoyance

### Autobiografia
- Now and Then: From Coney Island to Here (Joseph Heller book) (1998).

### Commedie
- We Bombed in New Haven (1967)
- Clevinger's Trial (1973)